# Alpha Piscium
Alpha Piscium (Alrescha, Al Rescha, Alrischa, Alrisha, Rescha, El Rischa, Al Richa, Kaitain, 113 Piscium) é uma estrela na direção da Pisces. Possui uma ascensão reta de 02h 02m 02.80s e uma declinação de +02° 45′ 49.5″. Sua magnitude aparente é igual a 4.33. Sua distância de 139 anos-luz em relação à Terra. Pertence à classe espectral A0p. É uma estrela variável α² Canum Venaticorum.